# De Croÿ-Solre en De Croÿ-Roeulx

Het wapen de Croÿ-Solre

De familietakken De Croÿ-Solre en De Croÿ-Rœulx zijn twee Belgische (relatief recente) takken van de Duitse  tak van de familie De Croÿ. Ze zijn afzonderlijk te beschouwen van de andere Belgische negentiende-eeuwse tak met Duitse oorsprong, de tak De Croÿ-Rumillies.

## Afstamming
Het geslacht de Croÿ zou in de achttiende eeuw volledig uitgedoofd zijn, was het niet geweest van de Duitse tak en zijn aftakkingen.
- Auguste de Croÿ (1765-1822), negende hertog de Croÿ, getrouwd met Anne de Rochechouart, had verschillende kinderen. 
  - De oudste, prins Alfred de Croÿ (1789-1861), tiende hertog von Croÿ, getrouwd met Eleonore zu Salm-Salm, zette de Duitse lijn verder, die zich tot op heden heeft doorgezet onder de naam von Croÿ-Dülmen.
  - Een jongere zoon, prins Ferdinand de Croÿ-Solre (Aken, 1791 - Le Rœulx, 1865), was rijk getrouwd in 1810 met zijn nicht, prinses Constance de Croÿ-Solre (1789 - Le Rœulx, 1869), dochter van Emmanuel de Croÿ-Solre en Adelaïde de Croÿ-Havré. Ze hadden drie zonen, Emmanuel (1811-1885), Maximilien (1821-1865) en Justus (1824-1908).  Hij verbleef een aantal jaren op het kasteel l'Ermitage in Peruwelz, eigendom van de familie de Croÿ, om vanaf 1847 te gaan wonen in het familiekasteel in Le Rœulx, waar hij in 1865 overleed. 
    - Emmanuel Constantin Gustave de Croÿ et de Solre (Brussel, 1811 - Le Rœulx, 16 januari 1885), trouwde in Dülmen in 1841 met Leopoldine de Croÿ (1821-1907), dochter van hertog Alfred de Croÿ en prinses Eleonora von Salm-Salm. Overleden in het kasteel van Rœulx, werd hij bijgezet in het familiemausoleum in Havré.
      - Alfred-Emmanuel de Croÿ-Solre (Dülmen, 13 maart 1842 - Brugge, 21 mei 1888)[1] trouwde met Elisabeth Parnell (1855-1912). Hij promoveerde tot doctor in de politieke en administratieve wetenschappen en trad in de Belgische diplomatie. In november 1864 was hij lid van de legatie die in Rusland het overlijden van Leopold I en het aantreden van Leopold II ging aankondigen. Hij werd ambassadesecretaris in Wenen (1868) en in Londen (1872). Het huwelijk in Londen met een Engels burgermeisje en een aanzienlijke schuld die hij had op zich geladen, veroorzaakte een breuk met zijn vader. Zowel het huwelijk als de financiële problemen vonden plaats in 1875 en het tweede veroorzaakte zijn ontslag uit de diplomatie. Tegen 1881 had zijn vader al voor meer dan 600.000 goudfranken aan schulden in zijn naam vereffend. De familie stelde vast dat Alfred onmogelijk centen kon beheren. Toen zijn vader in 1885 overleed en de verdeling van de erfenis moest gebeuren, bleek hoe nieuwe schulden zich hadden opgestapeld en van alle kanten schuldeisers opdaagden. Hij kreeg immers het domein van Solre in erfenis en daar wilde iedereen zijn deel van. De rechtbank van eerste aanleg van Bergen moeide er zich mee en de familieraad kreeg op 2 juli 1885 bevel om een voogd aan te duiden voor de onder voogdij te plaatsen Alfred. Met medewerking van de vrederechter plaatste de familieraad Alfred op 1 augustus 1885 onder de voogdij van zijn oom, de elfde hertog van Croÿ, Rodolphe de Croÿ (Dülmen, 1823 - Cannes, 1902), die getrouwd was met Nathalie de Ligne. Hij moest de erfenis van Alfred aanwenden om de schulden te vereffenen. Om hem aan zijn schuldeisers te onttrekken werd door de familie een huis voor hem gehuurd in Brugge, waar hij voortaan verbleef, onder de controle van zijn ongehuwde zus Georgina en met een dienaar die hem moest bewaken. Zijn vrouw en de drie kinderen bleven in Engeland wonen, in een huis dat voor hen gehuurd werd in Tunbridge Wells. Het is in Brugge dat Alfred onverwacht, pas zesenveertig geworden, overleed.[2] Zijn weduwe wist stand te houden en kocht een kasteel in Bellignies (Noord Frankrijk) waar ze met haar kinderen de heropstanding van het gezin bewerkstelligde. Twee zoons en een dochter, evenals een zoon van zijn broer Gustave de Croÿ-Rœulx (1845-1889) werden in de Belgische adel opgenomen. 
        - Marie de Croÿ-Solre (Londen, 1875 - Saint-Benin-d'Azy, 1968) werd een heldin tijdens de Eerste Wereldoorlog en was een van de trouwe gezellen van Edith Cavell. Ze richtte een spionagenetwerk op en in het kasteel van Bellignies (Noord Frankrijk), gelegen in bezet gebied, organiseerde ze clandestiene hulpdiensten voor uitgeputte Engelse militairen, die eenmaal weer gezond, terug geleid werden naar de geallieerde zones of Via België en Nederland naar Engeland. Veroordeeld eerst tot tien jaar, vervolgens tot levenslang, kwamen koning Alfons XIII van Spanje en nuntius Eugeen Pacelli ten gunste van haar tussen bij keizer Wilhelm II van Duitsland. Ze weigerde echter van een gunstmaatregel te genieten als haar medegevangenen niet eveneens werden vrijgelaten. In 1918 kwam ze vrij en nam ze deel aan de bevrijdingsfeesten. Ze bleef nauwe vriendschap onderhouden met koningin Elisabeth van België en Queen Mary van Engeland. Tijdens de Tweede Wereldoorlog zorgde ze voor het onderduiken van de ontsnapte generaal Henri Giraud en werd gearresteerd in Rijsel omdat ze aan gevluchte gevangenen onderdak had verleend. Ze schreef haar herinneringen onder de titel Souvenirs. Ze bleef vrijgezel. In 1919 werd ze opgenomen in de Belgische adel met de titel prinses. Ze lichtte echter nooit de open brieven die deze erkenning moesten bevestigen.
        - Leopold de Croÿ, opgenomen in de Belgische adel in 1933 (zie hierna).
        - Reginald de Croÿ, opgenomen in de Belgische adel in 1934 zie hierna).

      - Gustave-Ferdinand de Croÿ en Solre (Dülmen, 1845 - Le Rœulx, 1889) trouwde in 1868 in Parijs met Eugénie-Louise de Croix (1842-1916). Van zijn vader erfde hij het domein Le Rœulx dat meer dan 4 miljoen goudfranken waard was.
        - Auguste-Etienne de Croÿ, opgenomen in de Belgische adel in 1927 (zie hierna).

## Léopold de Croÿ-Solre
- Léopold de Croÿ-Solre (San Remo, 20 februari 1877 - Saint-Benin-d'Azy, 23 december 1965), zoon van het echtpaar De Croÿ-Parnell, was prins van het Heilig Roomse Rijk en Grande d'España. Hij koos de zijde van België tijdens de Eerste Wereldoorlog, werd kapitein in de cavalerie en kreeg eretekens voor zijn moedig optreden aan de IJzer. Hij trouwde in 1918 met Jacqueline de Lespinay (1889-1977), dochter van markies Zénobe de Lespinay en Marie-Thérèse Benoist d'Azy, die het kasteel van Azy in Saint-Benin-d'Azy (Nièvre) in de familie De Croÿ inbracht. Ze kregen een zoon en zeven dochters. In 1933 werd hij erkend in de Belgische erfelijke adel, met de erfelijke titel prins en de aanspreektitel 'Doorluchtige Hoogheid'.
  - Leopold-Emmanuel de Croÿ-Solre (Saint-Benin-d'Azy, 17 november 1926 - Brussel, 7 juli 1997) trouwde met Monique Minette d'Oulhaye (Brussel, 1923 - 1979), een burgermeisje, maar van wie de moeder gravin Elisabeth d'Aspremont Lynden was. Ze kregen twee zoons en twee dochters. Hij was advocaat aan de balie van Brussel.
    - Emmanuel-Léopold (Ukkel, 1957), trouwde in 1985 met Maria-Luisa Gaviria (Bogota, 1964). Ze woonden in Spanje, Ierland en Frankrijk. Na het overlijden van zijn vader was hij vanaf 1997 het familiehoofd.
      - Leopold de Croÿ-Solre (Salamanca, 1988)
      - Jean-Diego de Croÿ-Solre (Mullingar, Ierland, 1994)

    - Henri de Croÿ-Solre (Nevers, 1958), trouwde in 1994 met Maria-del-Soccoro Patiño Fernandez de Cordoba (Popayan, Colombia, 1964). Ze wonen in Zwitserland en Engeland. Hij heeft zich een controversiële reputatie verworven.
      - Anne de Croÿ (Luxembourg, 1995)
      - Philippe de Croÿ (Luxembourg, 1995)
      - Henri de Croÿ (Couvet, Zwitserland, 2002)

## Reginald de Croÿ-Solre
- Réginald de Croÿ-Solre (Londen, 26 september 1878 - Sint-Pieters-Woluwe, 13 april 1961), eveneens zoon van prins Alfred-Emmanuel de Croÿ, promoveerde tot kandidaat wijsbegeerte en letteren en licentiaat politieke wetenschappen. Tijdens de Eerste Wereldoorlog nam hij deel aan spionageactiviteiten in dienst van de geallieerden. Hij werd bij verstek ter dood veroordeeld, maar slaagde er in naar Nederland te vluchten. Hij nam toen dienst in de Belgische diplomatie: legatieassistent in Londen (1917), legatieassistent in Washington (1919), adjunct in Londen (1921), ambassaderaad in Londen (1926), consul-generaal in Tanger (1931), ambassadeur in Stockholm (1939), ambassadeur bij de Heilige-Stoel (1945). Hij ging met emeritaat in 1949. In 1934 werd hij erkend in de Belgische erfelijke adel, met de erfelijke titel prins en de aanspreektitel 'Doorluchtige Hoogheid'. Hij trouwde in 1920 met prinses Isabelle de Ligne (Brussel, 1889 - 1968), dochter van prins Ernest de Ligne. Ze kregen twee dochters. De tak is uitgedoofd.

## Auguste-Etiennede Croÿ-Solre
- Auguste-Etienne de Croÿ-Solre, (Le Roeulx, 18 oktober 1872 - Parijs, 4 juni 1932) werd grootbaljuw in de Orde van Malta en ridder in de Orde van het Gulden Vlies. Hij trad toe tot de Belgische diplomatie en werd Belgisch ambassadeur in Oostenrijk. Hij trouwde in 1896 in Heverlee met prinses en hertogin Maria-Salvatrix van Arenberg (1874-1956), dochter van hertog Engelbert d'Arenberg en hertogin Eleonore d'Arenberg. In 1927 werd hij erkend in de Belgische erfelijke adel, met de erfelijke titel prins en de aanspreektitel 'Doorluchtige Hoogheid'. Het echtpaar had vijf kinderen, drie zoons en twee dochters. Een dochter trouwde met graaf Jean de la Rochefoucauld en een tweede met prins Amaury de Merode, grootmaarschalk van het Hof.
  - Etienne-Gustave de Croÿ du Rœulx (Brussel, 1898 - 1990), baljuw in de Orde van Malta, bestuurder van de Belgische Vereniging van ridders van de Orde van Malta, Belgisch algemeen gedelegeerde van de Internationale Vereniging van Vluchtelingen, was oud-strijder van de Eerste Wereldoorlog. Hij trouwde in 1922 met Aliette de Pomereu (Parijs, 1903 - Andrésy, 1998), dochter van markies Michel de Pomereu. In 1947 bekwam hij voor zichzelf en zijn twee zoons du Rœulx aan hun  familienaam te mogen toevoegen. 
    - Rodolphe de Croÿ-Rœulx (Parijs, 1924 - Sint-Genesius-Rode, 2013) trouwde in 1945 met Odile de Bailleul, huwelijk dat in 1954 uitliep op een echtscheiding en een kerkelijke annulatie. Hij hertrouwde in 1967 met Hélène de Pierre de Bernis-Calvière (Parijs 1937 - Brussel, 1995), weduwe van markies Charles-Arthur de Rochechouart de Mortemart. Hij trouwde een derde maal in 1998 met Bérengére-Marie-Catherine-Solange de Nattes (Nogent-le-Rotrou, 1948), gescheiden van graaf Alexandre de Lur-Saluces en dochter van markies Bérenger de Nattes en van Catherine de Pierre de Bernis-Calviére. Hij had een zoon en een dochter uit het eerste huwelijk en een zoon uit het tweede. Beroepshalve was hij nauw betrokken bij de activiteiten van de Brusselse zakenman Charly De Pauw. Hij was vice-voorzitter van diens Compagnie des Promotions, bestuurder van Codenat S.A., van de Cercle des Nations en van "Tax Free Sky Shop". Hij was ridder in de Orde van Malta. Tijdens de Tweede Wereldoorlog behoorde hij tot het Franse Verzet (de Forces Françaises de l'Intérieur of FFI). In 2001 kreeg hij vergunning om de familienaam te wijzigen in de Croÿ-Rœulx.
      - Olivier de Croÿ-Rœulx (Neuilly-sur-Seine, 1948), die het kasteel in Le Rœulx bewoont, trouwde in 1981 met Isabelle Bochkoltz (Orp-le-Grand, 1954), enige dochter van de industrieel Georges Bochkoltz. In zijn persoon is het kasteel en domein van Le Rœulx in deze familietak gebleven.
        - Hadrien de Croÿ-Rœulx (Ukkel, 1983) trouwde in 2013 in Montreal met Jacqueline Desmarais (Toronto, 1990) uit de Canadese miljardairsfamilie. Ze hebben een zoon en twee dochters.

      - Maximilien de Croÿ-Rœulx (Elsene, 1971), paardendresseur, trouwde in 2003 met Manon Charlier (Luik, 1971), van wie hij scheidde in 2008.

## Familieruzie
De naar België uitgeweken leden van de prinselijke familie de Croÿ maakten zich geen zorgen over hun adellijke status, aangezien ze verbonden bleven met de Duitse prinselijke familie, met de Duitse hertog als familiehoofd. Ze voelden dus niet de behoefte, noch onder het Verenigd Koninkrijk der Nederlanden, noch onder het koninkrijk België om zich te doen erkennen als leden van de wettelijk erkende adel. Ze leefden volgens hun eeuwenoude regels en hadden geen nood aan die erkenning. De oudste van de Belgische tak voerde voor die tak de titel van familiehoofd, terwijl de hertog in Dülmen het hoofd voor de ganse familie bleef.
Toen Alfred-Emmanuel de Croÿ beneden zijn stand trouwde met een burgermeisje en daarbij ook nog zware schulden op zich laadde, werd hij door zijn vader het recht ontnomen om hem op te volgen als familiehoofd, en duidde hij hiervoor de jongere zoon, Gustave-Ferdinand de Croÿ aan. Dit bleef zo tot na de Eerste Wereldoorlog, toen het Duitse keizerrijk werd vervangen door een republiek en de adel werd afgeschaft. De Belgische de Croÿs hadden zich trouwens van Duitsland afgekeerd en de kant van de geallieerden en in de eerste plaats voor België gekozen. Nu waren ze echter zonder erkende adellijke status en begonnen het nut in te zien om zich bij de Belgische adel aan te sluiten.
Het familiehoofd Auguste-Etienne de Croÿ was de eerste om een aanvraag te doen en werd in 1927 in de Belgische adel opgenomen, met prinselijke titel. Na zijn dood in 1932 werd hij opgevolgd door zijn zoon Etienne-Gustave de Croÿ.
Indien destijds Alfred-Emmanuel de Croÿ niet verkeerd was getrouwd, zou hij het familiehoofd geworden zijn en na hem zou het Leopold de Croÿ geweest zijn. In tegenstelling tot wat men kon vrezen, hadden de kinderen van de aan lager wal geraakte Alfred zich, dankzij de inspanningen van hun moeder, maatschappelijk hersteld en waren de zoons gunstig binnen de hoge adel getrouwd, Leopold met een markiezin De Lespinay, Réginald met een prinses de Ligne. Ze werden allebei, respectievelijk in 1933 en 1934, in de Belgische adel als prinsen opgenomen. Hun oudere zus was al in 1919 in de Belgische adel als prinses opgenomen, uit erkenning voor haar heldhaftige acties tijdens de oorlog, ook al had ze het niet nodig geacht deze Belgische erkenning formeel te bevestigen. Zowel zij als de beide broers hadden zich voorbeeldig gedragen tijdens de oorlog en dit hielp om hun sociale status te verstevigen.
Op grond van zijn herwonnen aanzien, besloot Leopold de Croÿ de waardigheid van familiehoofd aan zijn neef te betwisten en voor zich op te eisen. Hieraan waren geen andere voordelen verbonden dan de morele voldoening om recht te zetten wat door zijn vader verkeerd was gelopen. Dit zou als gevolg hebben dat in de hiërarchie van de Gotha en van de Belgische adel, evenals bij ontvangsten op het Paleis, hij protocollaire voorrang zou genieten en in de genealogieën als familiehoofd zou worden vermeld.
De zaak werd aanhangig gemaakt bij de Hoge Raad van de Adel. Etienne-Gustave was overtuigd dat de adellijke regels hem zouden in het gelijk stellen. Toch vond de Hoge Raad argumenten die deden beslissen in het voordeel van Leopold en zijn nakomelingen, die voortaan als familiehoofd werden erkend. Vader Gustave-Ferdinand de Croÿ was weliswaar destijds briljant getrouwd met een hertogin d'Arenberg, maar die familie stond in België na de Eerste Wereldoorlog niet meer in geur van heiligheid en de leden werden beschouwd als vijandige ingezetenen van wie de aanzienlijke eigendommen als oorlogsbuit ten gunste van de Belgische staat werden gesekwestreerd. Dat Etienne-Gustave voor België had gestreden wierp onvoldoende gewicht in de schaal. Voortaan was Leopold de Croÿ en na hem Leopold-Emmanuel de Croÿ en die zijn zoon Emmanuel-Leopold de Croÿ het Belgische familiehoofd.

## Voetnoten
1. ↑  Stadsarchief Brugge, Burgerlijke Sand, Overlijdens, 1888
2. ↑  Elisabeth C. MACKNIGHT, a.w.
3. ↑  Blaise d'Ostende-à-Arlon, a.w., p. 17